# Rammersdorf (Sankt Lorenzen im Mürztal)
Rammersdorf ist eine Katastralgemeinde der Gemeinde Sankt Lorenzen im Mürztal im Bezirk Bruck-Mürzzuschlag in Steiermark.
Die Katastralgemeinde zieht sich von Sankt Lorenzen nach Nordwesten und besteht aus der Rammersdorfer-Siedlung, die mit Sankt Lorenzen verwachsen und dessen Ortschaftsbestandteil ist, und einigen weiteren Ortschaften wie Mödersdorf, Lesing oder Scheuchnegg.

## Siedlungsentwicklung
Zum Jahreswechsel 1979/1980 befanden sich in der Katastralgemeinde Rammersdorf insgesamt 322 Bauflächen mit 85.062 m² und 220 Gärten auf 251.188 m², 1989/1990 gab es 349 Bauflächen. 1999/2000 war die Zahl der Bauflächen auf 1552 angewachsen und 2009/2010 bestanden 756 Gebäude auf 1623 Bauflächen.

## Bodennutzung
Die Katastralgemeinde ist land- und forstwirtschaftlich geprägt. 379 Hektar wurden zum Jahreswechsel 1979/1980 landwirtschaftlich genutzt und 372 Hektar waren forstwirtschaftlich geführte Waldflächen. 1999/2000 wurde auf 263 Hektar Landwirtschaft betrieben und 390 Hektar waren als forstwirtschaftlich genutzte Flächen ausgewiesen. Ende 2018 waren 236 Hektar als landwirtschaftliche Flächen genutzt und Forstwirtschaft wurde auf 382 Hektar betrieben. Die durchschnittliche Bodenklimazahl von Rammersdorf beträgt 38,1 (Stand 2010).